# Macrothylacia digramma
Macrothylacia digramma is een vlinder uit de familie spinners. De wetenschappelijke naam is voor het eerst geldig gepubliceerd in 1905 door Meade-Waldo.
De soort komt voor in Europa.